# 笠原政堯
笠原政堯（かさはらまさたか，（？—1590年（天正18年））戰國時代－安土桃山時代武將。後北條氏家臣。
北條氏重臣松田憲秀長男，弟松田直秀。通稱『新六郎』，接受主君北條氏政授予｢政｣字偏諱，元服名以政堯較廣為人知，北條氏文書多書為「政晴」。依主君之令過繼成為笠原康勝(信為之子)的養子改姓笠原。
1579年，武田家與北條家的甲相同盟關係解除緣故，被派遣分配守備鄰近武田氏所領的沼津城一帶、駐守在駿河戶倉城擔當守衛重臣，2年後，在應戰武田家積極進攻方面的戰功表現不佳，因而傳出「懦夫（臆病者）」的不利流言，使得自身立場惡化，最終被武田家臣守備沼津城主將曾根昌長(昌世)策反內應，倒戈叛離北條家，而義弟笠原照重(笠原康勝實子)在守備戶倉城作戰當中被武田軍擊敗陣亡。
1582年，在織田信長滅亡武田氏之後，失去戶倉城而走投無路，鑒於父親關係回到北條氏居城小田原城。
天正18年（1590）小田原合戰，父親和豐臣軍堀秀政內通企圖內通談和被發現，父親憲秀遭到監禁後，政堯因連坐被殺，戰後憲秀被秀吉命將其處死。(一說是秀吉側放出松田父子為內應的偽情報)